# گربه‌کوسه سرخ‌لکه
گربه‌کوسه سرخ‌لکه (نام علمی: Schroederichthys chilensis) نام یک گونه از سرده گربه‌کوسه‌های اشرودر است.